# VM for klubhold 2025 i fodbold
VM for klubhold 2025 (officielt kaldt FIFA Club World Cup 2025 og Mundial de Clubes FIFA) er den 21. udgave af VM for klubhold, men den første udgave af det nye turneringsformat, der har til formål at gøre turneringen større end hidtil. Turneringen spilles i USA fra den 15. juni (dansk tid) til den 13. juli 2025.

## Deltagere
Som følge af det nye format, er VM for klubhold i 2025 blevet udvidet fra syv til 32 hold fra seks forskellige fodboldforbund (AFC, CAF, CONCACAF, CONMEBOL, OFC og UEFA). Deltagerne kvalificerer sig ved at have vundet deres respektive kontinentale turneringer i løbet af de sidste fire år. Hvis et forbund er tildelt flere pladser end antallet af vindere i løbet af de sidste fire år, bliver de øvrige pladser fordelt efter klubbernes rangering i fodboldforbundet.
Følgende hold deltager ved VM for klubhold 2025:
| Forbund  | Hold                |
| -------- | ------------------- |
| AFC      | Al-Hilal            |
| AFC      | Urawa Red Diamonds  |
| AFC      | Al Ain              |
| AFC      | Ulsan HD            |
| CAF      | Al Ahly             |
| CAF      | Wydad AC            |
| CAF      | Espérance de Tunis  |
| CAF      | Mamelodi Sundowns   |
| CONCACAF | Monterrey           |
| CONCACAF | Seattle Sounders FC |
| CONCACAF | Pachuca             |
| CONCACAF | Los Angeles FC      |
| CONMEBOL | Palmeiras           |
| CONMEBOL | Flamengo            |
| CONMEBOL | Fluminense          |
| CONMEBOL | Botafogo            |
| CONMEBOL | River Plate         |
| CONMEBOL | Boca Juniors        |
| OFC      | Auckland City       |
| UEFA     | Chelsea             |
| UEFA     | Real Madrid         |
| UEFA     | Manchester City     |
| UEFA     | Bayern München      |
| UEFA     | Paris Saint-Germain |
| UEFA     | Inter Milan         |
| UEFA     | Porto               |
| UEFA     | Benfica             |
| UEFA     | Borussia Dortmund   |
| UEFA     | Juventus            |
| UEFA     | Atlético Madrid     |
| UEFA     | Red Bull Salzburg   |
| Vært     | Inter Miami CF      |

## Stadioner
VM for klubhold 2025 spilles på i alt 12 forskellige stadioner i USA, hvoraf de 10 ligger i den østlige del af landet.
| Stadion                 | By           | Stat           | Byggeår |
| ----------------------- | ------------ | -------------- | ------- |
| Lumen Field             | Seattle      | Washington     | 2002    |
| Rose Bowl Stadium       | Los Angeles  | Californien    | 1922    |
| TQL Stadium             | Cincinnati   | Ohio           | 2021    |
| GEODIS Park             | Nashville    | Tennessee      | 2022    |
| Mercedes-Benz Stadium   | Atlanta      | Georgia        | 2017    |
| MetLife Stadium         | New York     | New Jersey     | 2010    |
| Lincoln Financial Field | Philadelphia | Pennsylvania   | 2003    |
| Audi Field              | Washington   | D.C.           | 2018    |
| Bank of America Stadium | Charlotte    | North Carolina | 1996    |
| Inter&Co Stadium        | Orlando      | Florida        | 2017    |
| Camping World Stadium   | Orlando      | Florida        | 1936    |
| Hard Rock Stadium       | Miami        | Florida        | 1987    |

## Præmiepulje
Den samlede præmiepulje for VM for klubhold 2025 er på 1 milliard USD (6,44 milliard DKK v. dagskurs d. 16. juni 2025). Vinderne af turneringen har muligheden for at vinde op til 125 millioner USD (804,87 millioner DKK v. dagskurs d. 16. juni 2025). Præmiepuljen er delt op i en præstationspulje på 475 millioner USD (3,05 milliarder DKK v. dagskurs d. 16. juni 2025) og en deltagelsespulje på 525 millioner USD (3,38 milliarder DKK v. dagskurs d. 16. juni 2025).

### Præstationspulje
Præstationspuljen fordeles efter fordelingsnøglen angivet i nedenstående tabel. Alle DKK-værdier er baseret på dagskurs d. 16. juni 2025.
| Stadie      | Præmie pr. klub (USD)                                              | Præmie pr. klub (DKK)                                                       |
| ----------- | ------------------------------------------------------------------ | --------------------------------------------------------------------------- |
| Gruppespil  | 2 millioner USD v. sejr / 1 million USD til begge hold v. uafgjort | 12,89 millioner DKK v. sejr / 6,44 millioner DKK til begge hold v. uafgjort |
| 1/8-finale  | + 7,5 millioner USD                                                | + 48,32 millioner DKK                                                       |
| Kvartfinale | + 13,125 millioner USD                                             | + 84,56 millioner DKK                                                       |
| Semifinale  | + 21 millioner USD                                                 | + 135,28 millioner DKK                                                      |
| Finalist    | + 30 millioner USD                                                 | + 193,26 millioner DKK                                                      |
| Vinder      | + 40 millioner USD                                                 | + 257,69 millioner DKK                                                      |

### Deltagelsespulje
Deltagelsespuljen fordeles efter fordelingsnøglen angivet i nedenstående tabel. Alle DKK-værdier er baseret på dagskurs d. 16. juni 2025.
| Forbund  | Kontinent                         | Præmie pr. klub (USD)        | Præmie pr. klub (DKK)     |
| -------- | --------------------------------- | ---------------------------- | ------------------------- |
| AFC      | Asien                             | 9,55 millioner USD           | 61,52 millioner DKK       |
| CAF      | Afrika                            | 9,55 millioner USD           | 61,52 millioner DKK       |
| CONCACAF | Nord-, Mellemamerika og Carribien | 9,55 millioner USD           | 61,52 millioner DKK       |
| CONMEBOL | Sydamerika                        | 15,21 millioner USD          | 97,98 millioner DKK       |
| OFC      | Oceanien                          | 3,58 millioner USD           | 23,06 millioner DKK       |
| UEFA     | Europa                            | 12,81 - 38,19 millioner USD* | 82,52 - 246 millioner DKK |

* Bestemmes af en ikke-nærmere defineret rangering af kommercielle og sportskriterier.